# Etienne Girardot

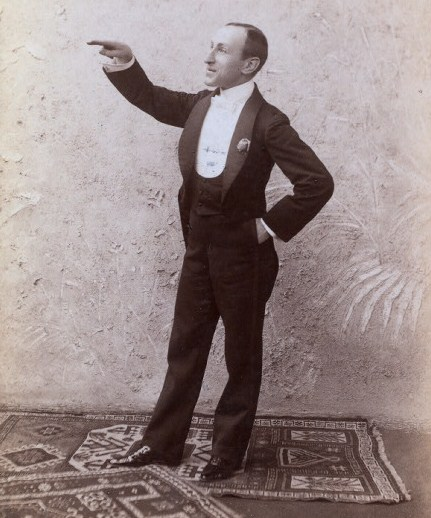
Etienne Girardot

Etienne Girardot (Londen, 11 februari 1856 - Hollywood, 10 november 1939), was een Brits-Amerikaans acteur. Girardot speelde voornamelijk komische karakterrollen. In New York speelde hij van 1893 tot 1933 op Broadway zowel in toneelstukken als musicals. Verder speelde hij in 76 films, voornamelijk in stomme films.

## Leven
Girardot was de zoon van de Franse kunstschilder Ernest Gustave Girardot (1840-1904, die leefde en werkte in Engeland). In eerste instantie wilde Etienne in de voetsporen van zijn vader treden en studeerde hij aan een kunstacademie. Op zeventienjarige leeftijd besloot hij echter deze te verlaten en ambieerde hij een loopbaan als acteur. Nadat hij eerst in de provincies had gespeeld maakte hij zijn debuut in Londen op het podium van het Theatre Royal Haymarket. In 1893 vertrok hij naar de Verenigde Staten en had hij een succesvolle carrière op Broadway.
Een van zijn bekendste rol speelde hij in het toneelstuk Charley's Aunt als Lord Fancourt Babberley. In deze rol 'verkleed' hij zich als de tante van zijn goede vriend Charlie. Een rol die drie jaar achtereen wist te spelen.
Girardot begon zijn filmcarrière bij de American Vitagraph Company. In 1911 debuteerde hij in de korte film  Intrepid Davy. Girardot speelde in diverse stomme films en ook in enkele gesproken films.  Zo speelde hij een onschuldige gek die zich miljonair waant in de screwball-komedie Twentieth Century uit 1934, met John Barrymore en Carole Lombard. Andere films waarin hij onder andere speelde waren Breakfast for Two (1937), The Story of Vernon and Irene Castle (1939), In Old Kentucky (1935) en The Road Back (1937).
Na een kort ziekbed overleed de 83-jarige Girardot te Hollywood kort nadat hij zijn opnames voor een rol in de film The Hunchback of Notre Dame (1939) had beëindigd.
- Gemeinsame Normdatei: 1340052148
- International Standard Name Identifier: 0000 0000 2782 9952
- Library of Congress Control Number: n87847792
- Virtual International Authority File: 77839733
- WorldCat: E39PBJwXb7RTFHFxPDdKb8C4v3